# Odilia Vermeulen
Odilia Maria Joanna Vermeulen (Laren (Noord-Holland) of Amsterdam, 18 januari 1949) is een Nederlands sopraan en zangpedagoge in ruste en beheerder van het werk van haar vader.
Ze is dochter van componist Matthijs Vermeulen en musicienne Thea Diepenbrock, dochter van componist Alphons Diepenbrock.
Odilia kreeg haar zangopleiding van Corry Bijster aan het Conservatorium van Amsterdam. Ze kreeg enige bekendheid als sopraan, maar zou niet doorstoten naar het grote publiek. Haar actieve carrière liep van midden jaren zeventig tot midden jaren tachtig. In 1976 won ze als zangeres met Radboud Oomens en Charlotte Bon het Vriendenkransconcours van de Vrienden van het Concertgebouw en het Koninklijk Concertgebouworkest. Ze had wel een lange periode als zangpedagoge solozang aan het Hilversums Conservatorium.
Zij staat bekend als hoeder van het (muzikale) erfgoed van haar vader en grootvader. Samen met Eduard Reeser werkte ze aan het in kaart brengen van het complete oeuvre van Diepenbrock (1998). Ondertussen publiceerde ze de uitgebreide briefwisseling tussen haar vader en moeder onder de titel Mijn geluk, mijn liefde bij de Bezige Bij (1995). Buiten haar gebied kwam er een publicatie over schilder Willem Witsen. Al snel was ze weer terug in de muziekwereld om samen met Désirée Staverman een gedrukte versie te bewerkstelligen van Diepenbrocks toneelmuziek bij Faust, waarbij tevens aanwijzingen werden gegeven hoe dat werk uit te voeren.
Samen met echtgenoot Ton Braas werkte ze aan het uitgeven van het oeuvre van haar vader als ook aan de biografie van Eduard van Beinum, samen met diens zoon Bart. Ander werk, bijvoorbeeld voor de Koninklijke Vereniging voor Nederlandse Muziekgeschiedenis, waren uitgaven van de Mis opus 20 van Johannes Verhulst, de Mis in As van Johannes van Bree en Missa in die festo van Diepenbrock. In 2011 kwam nog uit Het papieren gevaar; Verzamelde geschriften van Willem Pijper.
Ze is al jarenlang betrokken bij de Matthijs Vermeulen Stichting, waarbij ook muziekcriticus Leo Samama is betrokken, de biograaf van Diepenbrock.
- Bibliothèque nationale de France: cb156164715 (data)
- Digitale Bibliotheek voor de Nederlandse Letteren: verm061
- Gemeinsame Normdatei: 1023792737
- International Standard Name Identifier: 0000 0000 1829 5303
- Library of Congress Control Number: n00069931
- Nederlandse Thesaurus van Auteursnamen: 140095985
- Virtual International Authority File: 20005382